# Oncidium incurvum
 Oncidium incurvum   es una especie de orquídea del género Oncidium. Es originaria de México.

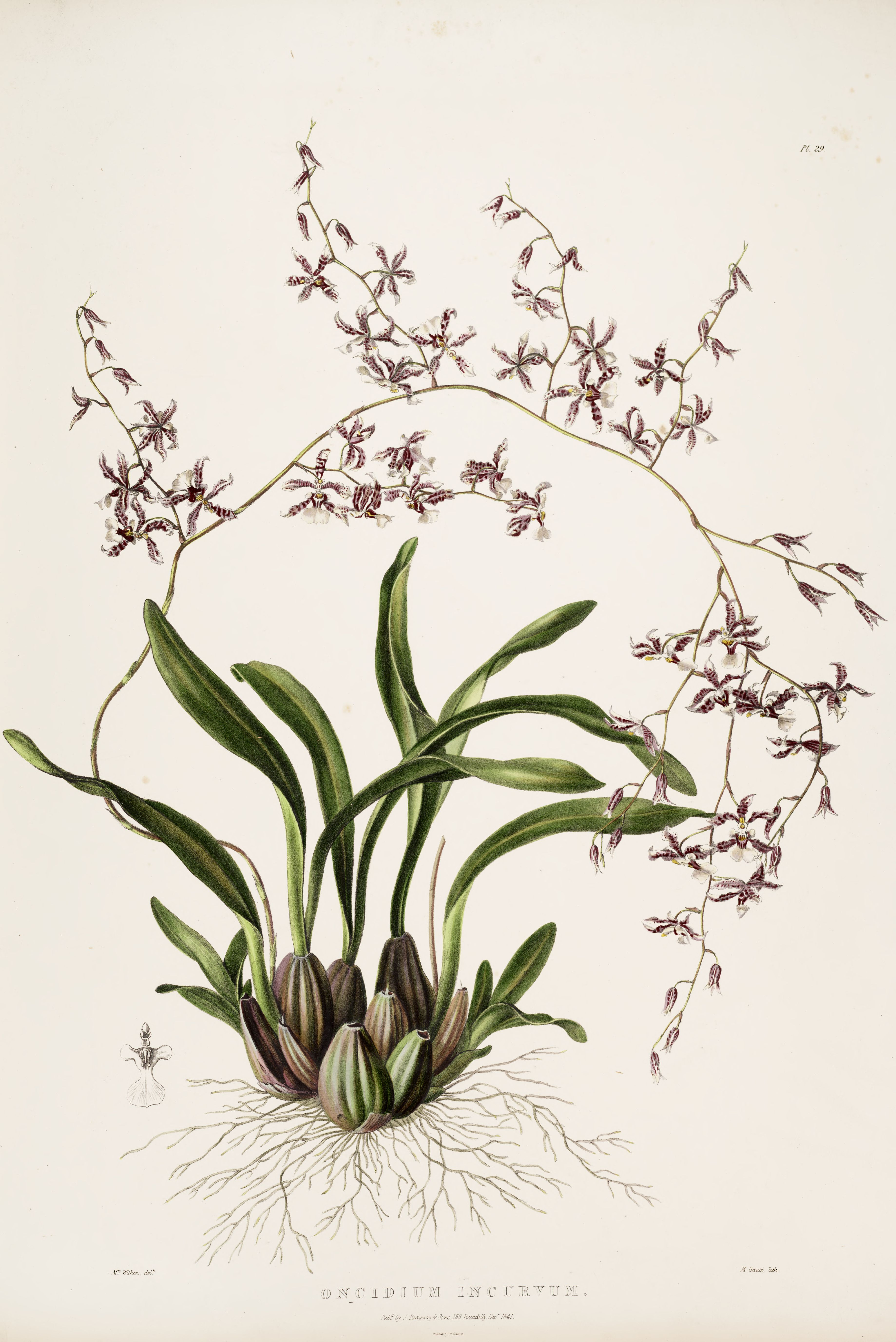
Ilustración

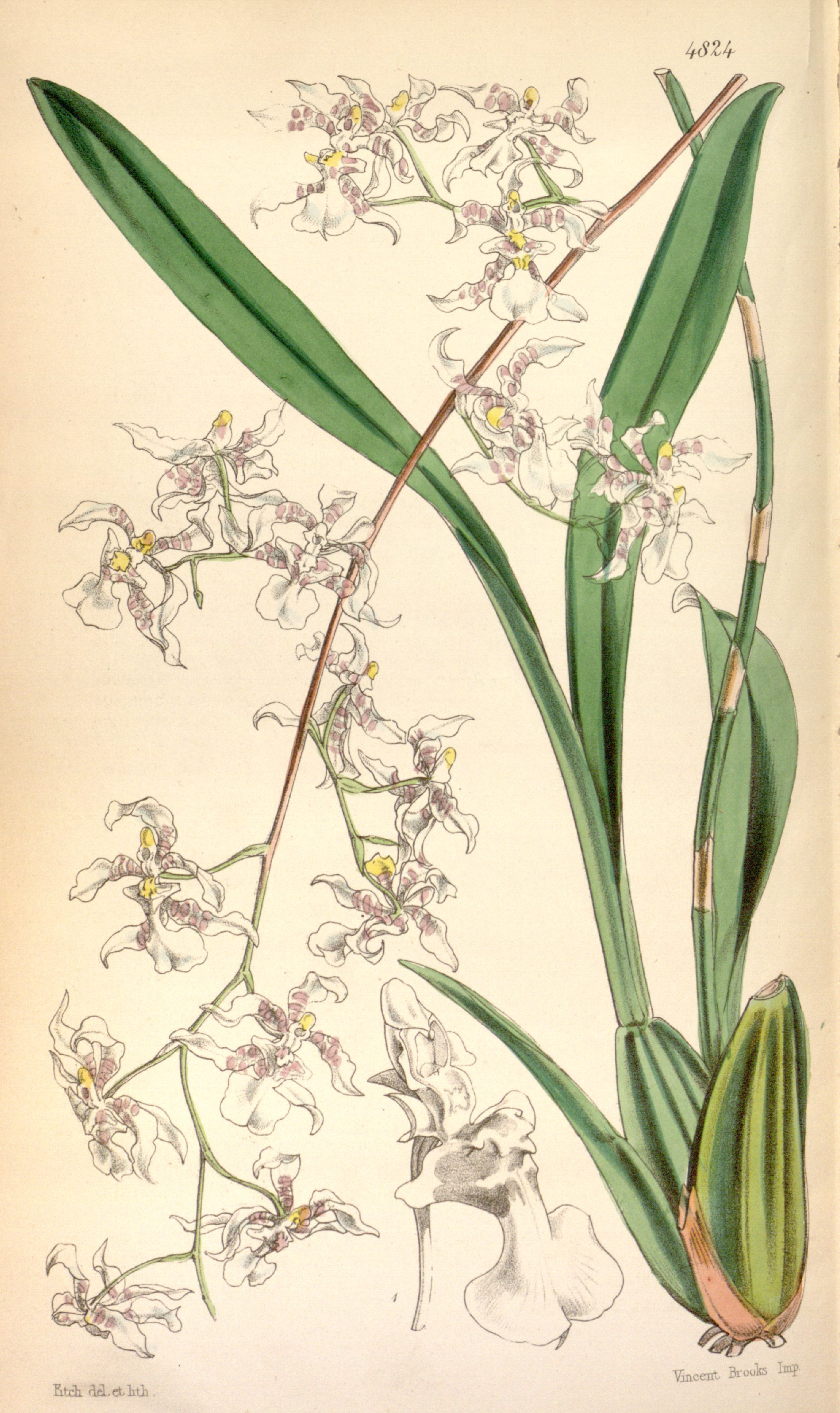
Ilustración

## Descripción
Oncidium incurvum es una orquídea epífita o litófita con pseudobulbos cilíndricos aplastados lateralmente de los que salen apicalmente dos hojas coriáceas estrechas oblongo linguladas, en su centro emerge una vara floral que se desarrolla de forma arqueada dando lugar a una cascada de numerosas, diminutas y olorosas flores de un cm de diámetro. Posee un  tallo floral paniculado. Flores con manchas de varias tonalidades de color púrpura y lábelo blanco.

## Distribución y hábitat
Esta especie es oriunda de México de Veracruz hasta  Chiapas. Esta Orquídea se desarrolla en zonas de contraste de calor y frío. Con días calurosos y noches frías donde es frecuente la formación de rocío.

## Cultivo
Tiene preferencia de mucha claridad o con sombra moderada. Se pueden poner en el exterior como los Cymbidium para forzar la floración. En invierno mantenerle el sustrato seco con pocos riegos. 
Florecen en enero y febrero en su hábitat. En el hemisferio norte en otoño y en invierno.

## Taxonomía
Oncidium incurvum fue descrita por Barker ex Lindl.  y publicado en Edwards's Botanical Register 26: Misc. 75. 1840.
Etimología
Ver: Oncidium, Etimología
incurvum: epíteto latíno que significa "curvado, inclinado".
Sinonimia
- Oncidium alboviolaceum A. Rich. & Galeotti (1845)
- Oncidium incurvum var. album Rchb.f. (1882)[3][4][5]